# Ecnomiomorpha nigrivelata
Ecnomiomorpha nigrivelata es una especie de polilla tortrix perteneciente a la tribu Cochylini, de la subfamilia Tortricinae, orden Lepidoptera.
Fue descrita por el entomólogo inglés Thomas de Grey, 6th Baron Walsingham en 1914. Aparece registrada y publicada en una sección del libro Biologia Centrali-Americana Lepidoptera Heterocera 4: 283 de 1914.

## Distribución
Se distribuye por América Central, específicamente en Panamá, en la zona del Canal de Panamá.